# Председатель Сената Чехии
Председатель Сената Парламента Чешской Республики (чеш. Předseda Senátu Parlamentu České republiky) — руководитель Сената Парламента Чешской Республики. C 19 февраля 2020 года пост занимает сенатор от партии ODS Милош Выстрчил.
Является одним из семи обладателей ключа от двери коронной палаты в часовне Святого Вацлава в соборе Святого Вита, в которой хранятся Чешские королевские регалии.

## Полномочия и роль
С точки зрения дипломатического протокола, является вторым высшим государственным должностным лицом Чехии.
На основании закона о Регламенте Сената (№ 107/1999) в основные задачи председателя Сената входит:
- созывать, открывать и закрывать заседания Сената;
- подписывать законы и постановления Сената или другие документы, принимаемые палатой;
- дает согласие на передачу суду задержанного сенатора и судьи Конституционного суда, задержанного во время совершения уголовного преступления или сразу после него;
- объявляет выборы президента республики;
- принимает присягу и отставку президента республики;
- награждает Серебряной медалью председателя Сената[4];
- председатель Сената выполняет также иные задачи, установленные законом, или задачи, возложенные на него Сенатом.

Если должность президента становится вакантной во время роспуска Палаты депутатов, согласно статье 66 Конституции, он осуществляет соответствующие функции президента, первоначально возложенные на председателя Палаты депутатов.

## Список председателей Сената
Несмотря на то, что Конституция Чешской Республики предполагала существование функции председателя Сената, с января 1993 года до ноября 1996 года эта функция была вакантна. Лишь после проведения первых выборов в 1996 году был избран первый председатель.
| № | Фото | Имя              | Партия  | Дата вступления в должность | Дата прекращения полномочий |
| - | ---- | ---------------- | ------- | --------------------------- | --------------------------- |
| 1 |      | Петр Питгарт     | KDU-ČSL | 18 декабря 1996             | 16 декабря 1998             |
| 2 |      | Либуше Бенешова  | ODS     | 16 декабря 1998             | 23 ноября 2000              |
| 3 |      | Петр Питгарт     | KDU-ČSL | 19 декабря 2000             | 15 декабря 2004             |
| 4 |      | Пршемысл Соботка | ODS     | 15 декабря 2004             | 23 октября 2010             |
| 5 |      | Милан Штех       | ČSSD    | 24 ноября 2010              | 14 ноября 2018              |
| 6 |      | Ярослав Кубера   | ODS     | 14 ноября 2018              | 20 января 2020              |
| 7 |      | Милош Выстрчил   | ODS     | 19 февраля 2020             |                             |